# Желтолобый толстоклювый попугай
Желтолобый толстоклювый попугай (лат. Psilopsiagon aurifrons) — вид птиц из семейства попугаевых (Psittacidae).

## Внешний вид
Длина тела 17 см. Основная окраска оперения зелёная, с желтоватым оттенком на брюшной стороне. Щёки и лоб жёлтые. Наружная сторона маховых перьев кроющих крыла голубоватого цвета. У самца клюв жёлтый у основания.

## Распространение
Обитает в Чили, Перу и на западе Аргентины.

## Образ жизни
Населяют субтропические и тропические высокогорные местности, покрытые кустарником. Некоторые особи были замечены на высоте свыше 4000 м, но гнездятся птицы ниже.

## Классификация
Вид включает в себя 4 подвида:
- Psilopsiagon aurifrons aurifrons (Lesson, 1831)
- Psilopsiagon aurifrons margaritae (Berlioz & Dorst, 1956)
- Psilopsiagon aurifrons robertsi Carriker, 1933
- Psilopsiagon aurifrons rubrirostris (Burmeister, 1860)